# Ломмель (футбольний клуб, 1932)
Koninklijk футбольний клуб «Ломмель» (нід. Koninklijke Football Club Lommelse Sportkring) — колишній бельгійський футбольний клуб з однойменного міста, що існував у 1932—2003 роках. Домашні матчі приймав на стадіоні «Стеделійк Спортстадіон», місткістю 12 500 глядачів.

## Досягнення
- Кубок Бельгії
  - Фіналіст: 2001
- Кубок бельгійської ліги
  - Володар: 1998.